# Мальцев, Александр Николаевич
Алекса́ндр Никола́евич Ма́льцев (20 апреля 1949, деревня Сетковцы (была около села Полом), Просницкий район, Кировская область, СССР) — советский хоккеист, заслуженный мастер спорта СССР (1969).

## Биография
Родился 20 апреля 1949 года. Отец — Николай Михайлович Мальцев (1910—1986), слесарь. Мать — Анастасия Степановна Мальцева (1911—1997), домохозяйка. Двое из братьев — Анатолий и Сергей — также играли в хоккей.
Жена (с 1973 года) — Сусанна Бутейко/Мальцева (1954—2008), дочь балерины Большого театра Сусанны Звягиной и врача-клинициста Константина Бутейко, автора широко известного дыхательного «метода Бутейко». Сын — Александр (род. 1974), две внучки.
Спортивную карьеру начал в клубе «Олимпия» родного города Кирово-Чепецк (1966—1967, первый тренер Н. И. Поляков). Впоследствии с 1967 года выступал за московское «Динамо» (329 голов в 529 матчах) и с 1968 года за сборную СССР. Девять раз становился чемпионом мира и дважды (в 1972 и 1976 годах) олимпийским чемпионом. В 1970, 1972 и 1981 годах признавался лучшим форвардом чемпионатов мира и Европы. В 1970, 1971, 1978 годах входил в символическую сборную мира как правый крайний, а в 1972 и 1981 годы как центрфорвард. Признавался лучшим хоккеистом СССР (нападающим) в 1969, 1970, 1971, 1973, 1974, 1975, 1976, 1977, 1981, 1982 и 1983 годах.
Владимир Крикунов (тренер):

 «Я Мальцева впервые увидел  в футболе, когда он в воротах играл. Ему было 11 лет, мне 10, и в лагере я услышал, как взрослые говорят: "Там стоит пацан в воротах, ему все взрослые мужики пенальти не могут забить. Он шутя все мячи достает". У него первое прозвище ведь было Шутя. Он был настолько одаренным, что успеха добивался везде: в плавании, в баскетболе, в любой игре». 
В 1969 году завоевал золотую медаль первенства Европы в составе юниорской сборной СССР, в которой также играли будущие звезды советского хоккея Владислав Третьяк и Валерий Васильев. На чемпионате стал лучшим бомбардиром.
В декабре 1975 года сильнейшие на тот момент команды Советского Союза ЦСКА и «Крылья Советов» отправились в Северную Америку на первую серию игр с клубами Национальной хоккейной лиги (Суперсерия 75/76). По соглашению с руководством НХЛ советские команды имели право усилить состав тремя хоккеистами других клубов. В состав ЦСКА старший тренер Константин Локтев пригласил московских динамовцев Валерия Васильева, Александра Мальцева и ленинградского армейца Вячеслава Солодухина. Мальцев принял участие во всех четырёх матчах ЦСКА, а также «выставочном матче» между ЦСКА и Крыльями Советов (7:7) состоявшемся в Вашингтоне по окончании серии. В первом матче с «Нью-Йорк Рейнджерс» (7:3) играл в звене с Владимиром Поповым и Вячеславом Солодухиным.
31 декабря 1975 года принял участие в легендарном «величайшем матче в истории хоккея» «Монреаль Канадиенс» — ЦСКА (3:3). Также как и в первом матче выступал в звене с Поповым и Солодухиным.
В третьем матче серии с «Бостон Брюинз» (5:2) из-за травмы Владимира Петрова тренер Локтев был вынужден разбить звено нападения Солодухина. Мальцев был переведен в звено к Борису Михайлову и Валерию Харламову.
В четвертом матче серии с «Филадельфией Флайерз» (1:4), в ходе которого старший тренер ЦСКА Локтев, в знак протеста против грязной игры хоккеистов «Филадельфии» и необъективного судейства, уводил команду с площадки, Мальцев снова играл в первом звене нападения.
Абсолютный рекордсмен сборной СССР по хоккею: провел больше всех матчей — 319, забросил больше всех шайб — 212.
Прощальный матч Мальцева состоялся в конце 1984 года — сборная СССР одолела команду Европы со счётом 7:3. Тем не менее, в сезоне 1989/90 он вместе с В. Васильевым и С. Светловым был откомандирован «Динамо» в Венгрию, где провёл 13 игр за венгерскую команду «Уйпешт» (8 голов и 12 передач) и стал обладателем Кубка Венгрии.
Окончил педагогический институт и Высшую школу тренеров.
Полковник в отставке пограничной службы ФСБ России.

## Достижения
В составе сборной СССР:
- Двукратный олимпийский чемпион (1972, 1976)
- Серебряный призёр Олимпийских игр (1980).
- Девятикратный чемпион мира (1969—1971, 1973—1975, 1978, 1981, 1983)
- Серебряный призёр чемпионатов мира 1972 и 1976 годов
- Бронзовый призёр чемпионата мира 1977 года.
- Восьмикратный чемпион Европы (1969, 1970, 1973—1975, 1978, 1981, 1983)
- Серебряный призёр чемпионатов Европы 1971 и 1972 годов
- Бронзовый призёр чемпионатов Европы 1976 и 1977 годов.
- Обладатель Кубка Канады 1981 года.
- Бронзовый призёр Кубка Канады 1976 года
  - Был признан лучшим игроком сборной СССР на турнире и включён в символическую сборную Кубка.
- Обладатель Кубка Швеции (1980 год).
- Десятикратный победитель (1969, 1971—1973, 1975—1976, 1979—1982 годы) и трёхкратный серебряный призёр (1970, 1974, 1977 годы) турнира на призы газеты «Известия».
- Пятикратный победитель (1977, 1978, 1979, 1981/82, 1982/83 годы) турнира на призы газеты «Руде право».
- Победитель Турнира трёх наций «Самсон» с участием сборных СССР, Швеции и Голландии (Голландия, 1981 год).
- Победитель «Мемориала памяти хоккеистов команды ВВС» (1976 год).
- Участник Суперсерии СССР — Канада (1972)
- Участник Суперсерии СССР — Канада (1974)
- Участник Суперсерии 1976/1977
- Участник Суперсерии 1977/1978
- Участник Суперсерии 1982/1983

В составе сборной клубов Москвы:
- Обладатель «Кубка Мира» (Колорадо-Спрингс, США) (1973)

В составе второй сборной СССР:
- Серебряный призёр Московского международного турнира (1968)

В составе юниорской сборной СССР:
- чемпион Европы (1968/69)
- серебряный призёр чемпионата Европы (1967/68).

В составе московского «Динамо»:
- Трёхкратный обладатель Кубка стеклодувов (ГДР) 1968, 1969, 1970 годы).
- Обладатель Кубка Торонто (Финляндия) (1971 год).
- Обладатель Кубка Шпенглера (1983 год).
- Пятикратный серебряный призёр (1971, 1972, 1977, 1978, 1980 годы) чемпионата СССР
- Семикратный бронзовый призёр (1968, 1969, 1974, 1976, 1981, 1982, 1983 годы) чемпионата СССР.
- Обладатель Кубка СССР 1972 года
- Участник Суперсерии 1979/1980

В составе ЦСКА:
- Участник Суперсерии 1975/1976

В составе «Олимпии» (Кирово-Чепецк):
- Чемпион РСФСР (1967)
- бронзовый призёр чемпионата РСФСР (1966)

В составе Химика (Воскресенск):
Обладатель Кубка Звёзд (Швеция) (1966). На турнире забросил 3 шайбы.

## Статистика
| Турнир              | Матчи | Шайбы |
| ------------------- | ----- | ----- |
| Чемпионат СССР      | 530   | 329   |
| Чемпионат мира и ОИ | 126   | 94    |
| Кубок Канады        | 9     | 4     |

## Стиль игры
Над соперниками Мальцев натурально издевался: он владел любым финтом, мог уйти с шайбой хоть влево, хоть вправо, а если было некуда, то и сквозь защитника, а те с готовностью велись на его провокации с клюшкой и разбрасывались по обочинам его голевого маршрута. Иногда казалось, что Мальцев и сам не знает, какой фортель выкинет в следующую секунду. Вот он двинул в сторону борта, толкнул туда шайбу, наклонил корпус — сейчас попробует прорваться вдоль стены. Через секунду защитник с грохотом вонзается носом в заградительное стекло, а Мальцев летит к воротам ровно по центру, успевая по дороге закрутить волчком ещё одного противника. Дальше бросок — как будто с кистей в левый угол. Вратарь уже накрывает там шайбу, уже радуется сэйву, защитники облегченно выдыхают — а шайба тем временем катится в правый нижний, и только Мальцев видит её в этот момент. И так каждый раз.

## Признание заслуг
- В 1997 году включён в Зал славы клуба Динамо (Москва).
- В 1999 году включён в Зал славы ИИХФ.
- В 2012 году включён в Зал славы отечественного хоккея.

Лауреат премии «Своя колея» 2003 года — «За яркую, зрелищную, самобытную игру, за служение спорту, за уникальный личный вклад в историю отечественного хоккея».
Издательство «Молодая гвардия» выпустило книгу об А. Н. Мальцеве, подготовленную писателем и обозревателем «Российской газеты» Максимом Макарычевым. Книга вышла в серии «ЖЗЛ: Биография продолжается…».
30 октября 2009 года Банк России объявил о выпуске в обращение памятной серебряной монеты номиналом в 2 рубля из серии «Выдающиеся спортсмены России» с изображением Александра Мальцева (каталожный номер 5110-0097).

## Государственные награды
- орден «За заслуги перед Отечеством» IV степени (21.11.2011) — за высокие спортивные достижения, большой вклад в популяризацию отечественного спорта и активное участие в развитии физической культуры страны
- орден Александра Невского (06.06 2023) — за высокие спортивные достижения, большой вклад в популяризацию отечественного спорта и активное участие в развитии физической культуры страны[8]
- орден Почёта (1996)
- орден Трудового Красного Знамени (07.07.1978)
- орден Дружбы народов (22.05.1981)
- орден «Знак Почёта» (10.05.1976)
- 2 медали «За трудовую доблесть» (30.05.1969; 03.03.1972)
- Почётная грамота Президента Российской Федерации (2013)[9]
- Благодарность Президента Российской Федерации (10.09.2016) — за заслуги в области физической культуры и спорта, большой вклад в развитие отечественного хоккея[10]

## Региональные и муниципальные награды
- Почётный гражданин Кировской области (2009)
- Почётный гражданин Кирово-Чепецка (1999)[3]

## Факты
- Когда Мальцев вышел на футбольное поле вместе с дублёрами московского «Динамо», футбольный тренер Константин Бесков был так поражён игрой хоккеиста и убеждал Мальцева, что ему стоит играть именно в футбол[11].
- Прославленный тренер ЦСКА и сборной СССР по хоккею Анатолий Тарасов говорил: «Сборная СССР — это ЦСКА плюс Александр Мальцев»[11].
- На своём втором в карьере чемпионате мира в 1970 году Мальцев стал лучшим бомбардиром (15 шайб + 6 передач), побив при этом рекорд чемпионатов мира по заброшенным шайбам, который с 1957 года принадлежал Всеволоду Боброву (13 шайб)[11].

## Образ в кино
- «Последний сезон» Студия «Экран», 1984 г. Документальный фильм
- В российском кинофильме «Легенда № 17» роль А. Н. Мальцева исполнил Денис Сердюков.
- «Кузнечик». Киностудия им. М.Горького. 1978 г. Камео (эпизод). «Жребий» Киностудия им. Горького 1974 г. Камео (эпизод)